# Asarum gusk
Asarum gusk är en piprankeväxtart som beskrevs av S. Hatusima & E. Yamahata. Asarum gusk ingår i släktet hasselörter, och familjen piprankeväxter. Inga underarter finns listade i Catalogue of Life.